# Fermíla
Die Fermíla ist ein historisches Flächenmaß auf Island. Es hat heutzutage keinen offiziellen Status und wird kaum mehr verwendet.
- 1 Fermíla = 1 Quadratmeile / isländische Míla2 = 2,5889 Quadratkilometer

## Beispiele
- Lesbók Morgunblaðsins, 25. Juli 1937: Dýrasta fermíla í heimi – eine Luftaufnahme des Zentrums von Chicago als „teuerste fermíla der Welt“.[1]
- Vikan, 21. Januar 1971: Nú er Surtsey orðin 560 fet á hæð yfir sjávarmál og ein fermíla að flatarmáli: „Surtsey hat nun eine Höhe von 560 Fuß über dem Meeresspiegel und eine Fläche von einer fermíla“.[2]